# Трељија (Казерта)
Трељија је насеље у Италији у округу Казерта, региону Кампанија.
Према процени из 2011. у насељу је живело 459 становника. Насеље се налази на надморској висини од 354 м.